# 佛德烈·馬區
佛德烈·馬區（英語：Fredric March，1897年8月31日—1975年4月14日），美國電影演員，唯一一位兩度獲得奧斯卡最佳男主角獎與東尼獎最佳男主角獎的演員。他是当年最受欢迎和最有才华的演员之一。

## 生平
佛德烈·馬區出生时名叫弗雷德里克·麦金泰·比克尔于威斯康辛州，他的父亲是一个五金批发商，母亲是一名教师。他以炮兵中尉的身份参加了第一次世界大战，回国后进入威斯康辛大学学习经济学。毕业后他在第一国民银行担任出纳员，然而他的梦想却是在舞台上当一名演员。有一次他的阑尾破裂，几乎让他失去性命。这个事件帮助他下定决心，等到身体恢复了之后，他辞掉令旁人羡慕的工作，前往纽约寻求表演工作。
他在纽约辗转于多个剧团，并由此获得了舞台经验，同一时间他开始接触无声电影的拍摄。他的第一部无声电影《大冒险》（The Great Adventure）拍摄于1921年，一直到1926年，他才在百老汇当上主演。1929年，他的角色终于出现在了电影的演员表上，同年他一共拍摄了6部电影。这一年，他的演出终于获得了派拉蒙公司的注意，这家好莱坞公司同他签订了为期5年的合同。
第二年，他在百老汇演出的戏剧被搬上银幕，这部影片为他获得了第一个奥斯卡最佳男主角提名。1931年，他赢得了自己的第一个奥斯卡最佳男主角奖。馬區的特长之一是既能演出戏剧也能表演喜剧，在他和派拉蒙的合同到期以后，他成为了第一批雇佣自由经纪人的演员，这样他就可以按照自己的喜好去拍摄电影。
1946年，他赢得了自己的第二个奥斯卡最佳男主角奖，不仅如此，他还获得了东尼奖的最佳男主角奖，这使他成为了唯一同时获得电影以及舞台最高表演奖项的男演员。1973年他拍摄了自己的最后一部影片，两年后去世。

## 連結
- 佛德烈·馬區在互联网电影资料库（IMDb）上的資料（英文）
- 互聯網百老匯資料庫（IBDB）上佛德烈·馬區的資料（英文）

}
| 獎項                   | 獎項                    | 獎項                 |
| ---------------------- | ----------------------- | -------------------- |
| 前任者： 赖尼尔·巴利摩 | 奥斯卡最佳男主角 1932年 | 繼任者： 查尔斯·劳顿 |